# Collège international de philosophie
Le Collège international de philosophie (CIPh), fondé en 1983 sous l'impulsion de François Châtelet, Jacques Derrida, Jean-Pierre Faye et Dominique Lecourt, est un organisme de recherche et de formation à la recherche ouvert au public, à Paris, au 140 rue du Chevaleret dans le 13e arrondissement de Paris et fonctionne sur le modèle des universités ouvertes.

## Présentation
L'assemblée collégiale est constituée non de professeurs, mais de « directeurs de programme », titre voulu par Jacques Derrida afin de marquer une différence avec l'université. Ceux-ci sont élus, par compétition ouverte, pour une durée de six ans non renouvelable, sur présentation d'un programme spécifique qui forme ainsi le programme de leur « chaire ». Leur nombre est limité à cinquante. Aucune condition statutaire n'est requise pour devenir directeur de programme, la sélection s'effectuant sur la seule base des programmes présentés ; aussi le CIPh accueille-t-il des chercheurs issus de l'université, mais aussi de l'enseignement secondaire ou de classe préparatoire, ainsi que des philosophes « non professionnels » (artistes, médecins, chercheurs issus d'autres disciplines...). La limitation dans le temps des directions de programme a pour but de renouveler régulièrement les orientations philosophiques de l'assemblée collégiale.
La revue publiée par le Collège se nomme Rue Descartes. Depuis le no 71, celle-ci est devenue une revue numérique.
L'assemblée collégiale est présidée par l'un des directeurs de programme dont aucun depuis la fondation n'a exercé la fonction plus de trois années.
Le président de l'assemblée collégiale est actuellement Alain Patrick Olivier. Les vice-président.e.s sont Raffaele Carbone, Joana Desplat-Roger, Céline Hervet, Pauline Vermeren, Barbara Zauli. Le président du comité scientifique est Bertrand Ogilvie.

## Histoire
Le Collège international de philosophie est une institution voulue par les principaux philosophes français, soutenue par l'Etat, à savoir le président de la République François Mitterrand, et le ministre de la recherche et de la technologie Jean-Pierre Chevènement.
Il est juridiquement constitué sous forme associative. Les ministères de l'Enseignement supérieur et de la Recherche et de l'Éducation nationale concourent à son financement. Les chercheurs qui y interviennent ne sont pas rétribués pour leur participation.

En le situant en marge des institutions académiques, les fondateurs du Collège international de philosophie  ont souhaité en faire un lieu où puissent être interrogées les limites de celles-ci. Ainsi Jacques Derrida déclarait-il en 1983 : 
« Le Collège restera une institution paradoxale et singulière: absence de chaire, présence d’étrangers dans les instances de réflexion et de décision aussi bien que dans les groupes de travail; sélection rigoureuse des projets de recherche dans un lieu qui pourtant ne deviendrait pas un «centre d’études avancées» aristocratique et fermé, ni même un centre d’enseignement supérieur; ouverture aux performances techniques et artistiques; recrutement sans considération de titre académique; intérêt constant pour les problèmes de l’enseignement primaire et secondaire qui seront traités aussi par les premiers intéressés, etc. ». 
Pour autant, les fondateurs du Collège international de philosophie ont également indiqué ne pas vouloir instaurer, entre ce lieu et l'université, une forme « d’extériorité, encore moins de rivalité », mais créer « un instrument supplémentaire à la disposition d’autres institutions (universités, lycées, collèges, EHESS, Hautes Études, Collège de France, CNRS, etc.), comme de ceux qui travaillent hors institution, bref un lieu ouvert aux essais, aux explorations, aux rencontres et aux débats. »
Il reste que  le CIPh s'associe en 2014 au pôle universitaire de Paris-Lumières (Saint-Denis et Nanterre). En janvier 2017, le Collège international de philosophie est devenue une composante de la COMUE Université Paris-Lumières.
Le Collège a fonctionné avec une dotation de 240 000 euros jusqu’en octobre 2014, date à laquelle ce financement a été apparemment remis en cause, provoquant l'inquiétude du Collège sur son existence. Selon le site du Ciph, le ministère de l'Enseignement supérieur et de la Recherche le 22 octobre 2014, puis la présidence de la République, le 27, ont assuré le Collège de la pérennité de cette dotation.

### Critiques
Toutefois, perçue comme une possible « alternative » à l’université « classique », l'existence de cette institution a régulièrement été contestée par une partie de la communauté philosophique, et a soulevé des objections touchant à la fois à la position du Collège international de philosophie dans le paysage institutionnel et aux orientations intellectuelles des travaux qui s'y trouvent menés. Ainsi, sa création est-elle pour le philosophe Jacques Bouveresse, par exemple, la cause d’une certaine perplexité : « De ce point de vue, la création du Collège international de philosophie me semble représenter, avant toute autre chose, un clou de plus enfoncé dans le cercueil de l’université, déjà bien mal en point et à qui il importerait justement de donner les moyens matériels et intellectuels de constituer réellement l’“espace de liberté” qu’elle est supposée être et qu’elle peut être, au lieu de le chercher partout ailleurs. »
Selon lui, le Collège international de philosophie tend à disqualifier toute critique en la réduisant à une manifestation de ressentiment ou de jalousie. Derrida parle ainsi d’une « arrière-garde du ressentiment » pour désigner ceux qui s’opposent à l’existence du Collège.

## Directeurs de programme
| - Elena Anastasaki - Manola Antonioli - Guillaume Artous-Bouvet - Quentin Badaire - Sina Badiei - Charles Bobant - Livio Boni - Vanessa Brito - Jean-Jacques Cadet - Rosaria Caldarone - Raffaele Carbone - Gaetano Chiurazzi - Hugues Choplin - Alexandre Chèvremont - Laura Cremonesi - Rémy David - Alessandro De Lima Francisco | - Joana Desplat-Roger - Héctor G. Castano - Marc Goldschmit - Lorena Grigoletto - Emmanuel Guez - Joëlle Hansel - Étienne Helmer - Céline Hervet - Éric Hoppenot - Romaric Jannel - Abbed Kanoor - Igor Krtolica - Alexis Lavis - Anna Longo - Cécile Malaspina - Cédric Molino-Machetto - Mara Montanaro | - Laura Moscarelli - Michel Olivier - Alain Patrick Olivier - Chiara Palermo - Xavier Pavie - Éric Puisais - Stéphanie Péraud-Puigségur - Julien Rabachou - Stéphanie Ronchewski Degorre - Michele Saporiti - Diane Scott - Vicky Skoumbi - Angelo Vannini - Pauline Vermeren - Raphael Zagury-Orly - Barbara Zauli - Jean-Philippe Milet |

## Anciens présidents successifs depuis 1983
| - Jacques Derrida, 1983-1984 - Jean-François Lyotard, 1984-85 - Miguel Abensour,1985-87 - Éliane Escoubas, 1987-88 - Philippe Lacoue-Labarthe, 1988-1989 - Michel Deguy,1989-1992 | - Paul Henry, 1992-1995 - François Jullien, 1995-1998 - Jean-Claude Milner, 1998-2001 - François Noudelmann, Antonia Soulez, 2001-2004 - Bruno Clément,2004-2007 | - Evelyne Grossman, 2007-2010 - Mathieu Potte-Bonneville, 2010-2013 - Diogo Sardinha, 2013-2016 - Isabelle Alfandary, 2016-2019 - Marc Goldschmit, 2019 |

## Quelques anciens directeurs de programme
| - Sylviane Agacinsky - Giorgio Agamben - Éric Alliez - Charles Alunni - Alain Badiou - Sidi Mohamed Barkat - Ali Benmakhlouf - Antoine Berman - Jean-Godefroy Bidima - Jean Borreil - Barbara Cassin - Jean-Pierre Changeux - François Châtelet - Gilles Châtelet - Joseph Cohen - Danielle Cohen-Levinas - Monique David-Ménard - Jean-Louis Déotte - Jacques Derrida | - Régis Debray - Michel Deguy - Ghislain Deslandes - Dany-Robert Dufour - Corinne Enaudeau - Elisabeth de Fontenay - Lucette Finas - Geneviève Fraisse - José Gil - Felix Guattari - François Jullien - Catherine Kintzler - Pierre-Jean Labarrière - Guy Lardreau - François Laruelle - Jean Lauxerois - Catherine Malabou | - René Major - Paola Marrati - Jean-Clet Martin - Natacha Michel - Pascal Michon - Jean-Claude Milner - Jean-Luc Nancy - Frédéric Neyrat - Pierre Péju - Catherine Perret - Françoise Proust - Jacques Rancière - Jacques Roubaud - Philippe-Joseph Salazar - Bernard Stevens - Bernard Stiegler - Rachida Triki - François Zourabichvili |